# Star Spangled Rhythm
Star spangled rythm és una pel·lícula estatunidenca de George Marshall estrenada el 1942.

## Argument
Pop, un guàrdia de seguretat a la Paramount, ha dit al seu fill que és el cap de l'estudi. Quan el seu fill arriba a Hollywood amb els seus amics, Pop aconsegueix l'ajut de l'operador de la centraleta de l'estudi. Les coses es compliquen quan Pop acorda un espectacle per l'Armada.

## Repartiment
- Betty Hutton: Polly Judson
- Victor Moore: William "Bronco Willy" Webster
- Eddie Bracken: Johnny Webster
- Walter Abel: B.G. DeSoto
- En els seus propis papers :
- Bing Crosby
- Bob Hope
- Paulette Goddard
- Veronica Lake
- Dorothy Lamour
- Susan Hayward
- Alan Ladd

## Nominacions
- Oscar a la millor cançó original per Harold Arlen i Johnny Mercer, per la cançó That Old Black Magis.
- Oscar a la millor banda sonora per Robert Emmett Dolan